# ملعب كامبور
ملعب كامبور تنطق بالهولندية: [ˈkɑmbyːr ˌstaːdijɔn] هو ملعب لكرة القدم في الجانب الشرقي من مدينة ليوواردن، هولندا . يتم استخدامه للمباريات المحلية من نادي كامبور . يستوعب الملعب 10500 شخص، وتم افتتاحه في 12 سبتمبر 1936. وقد اقترح النادي خططًا لاستاد جديد على الجانب الغربي من المدينة، والذي سيتكلف 35 مليون يورو.